# Mission-Kent (circonscription britanno-colombienne)
Pour les articles homonymes, voir Mission et Kent (homonymie).
Circonscription électorale provinciale du Canada
Mission-Kent est une ancienne circonscription provinciale de la Colombie-Britannique représentée à l'Assemblée législative de la Colombie-Britannique de 1991 à 2001.

## Géographie
La circonscription représentait une partie de le district de Kent et la municipalité de Mission.

## Liste des députés
| Législature                                                         | Années       | Député       | Député          | Parti            |
| Mission-Kent                                                        | Mission-Kent | Mission-Kent | Mission-Kent    | Mission-Kent     |
| ------------------------------------------------------------------- | ------------ | ------------ | --------------- | ---------------- |
| 35e                                                                 | 1991–1994    |              | Dennis Streifel | Néo-démocratique |
| 36e                                                                 | 1996–2001    |              | Dennis Streifel | Néo-démocratique |
| Circonscription abolie, voir Maple Ridge-Mission et Chilliwack-Kent |              |              |                 |                  |